# Ptychoptera yasumatsui
Ptychoptera yasumatsui är en tvåvingeart som beskrevs av Tokunaga 1939. Ptychoptera yasumatsui ingår i släktet Ptychoptera och familjen glansmyggor. Inga underarter finns listade i Catalogue of Life.